# Arnold II van Rode
Arnold II van Rode was heer van Rode rond 1120 en telg uit het adellijke geslacht Van Rode. Hij was de zoon van Arnold I van Rode. Een van zijn broers was Philips van Rode, in 1141 de bisschop van Osnabrück. Hij kreeg enkele kinderen, waaronder:
- Gijsbert I van Rode, heer van Rode.
- Arnold III van Rode, heer van Rode.